# Conte di Wessex
Il titolo di Conte di Wessex è un titolo nobiliare inglese, creato soltanto due volte nella storia d'Inghilterra.
La regione del Wessex, nel sud ovest dell'Inghilterra, tra il VI e il X secolo d.C. costituì uno dei più potenti regni dell'eptarchia anglosassone e giocò il ruolo determinante per la formazione del regno d'Inghilterra, proclamato ufficialmente nel 927.

## Prima creazione
Il territorio del Wessex fu uno delle quattro contee in cui era suddiviso il regno d'Inghilterra durante il periodo del dominio danese.
Re Canuto il Grande, che regnava anche su Danimarca e Norvegia, nel 1019 concesse il titolo di "Conte di Wessex" a Godwin, un nobile anglosassone divenuto un suo leale consigliere. Durante il regno di re Edoardo il Confessore (1042-1066), il conte di Wessex Godwin divenne uno degli uomini più potenti di tutta l'Inghilterra e alla sua morte, nel 1053, la contea passò al figlio Aroldo, che dal 1058 anche il titolo di Conte di Hereford, e divenne poi re il 5 gennaio 1066 con il nome di Aroldo II d'Inghilterra.
Dopo la conquista normanna dell'Inghilterra nell'autunno del 1066, il nuovo re Guglielmo I il Conquistatore ridimensionò fortemente il potere e la giurisdizione del territorio del Wessex e lo affidò al nuovo conte di Hereford William FitzOsbern, uno dei suoi compagni più fidati. Da quel momento il titolo di "Conte di Wessex" non fu più concesso da nessun monarca delle isole britanniche.
Conti del Wessex:
- Godwin, fra il 1019 e il 1053
- Aroldo, fra il 1053 e il 1066  (dal 1058 anche Conte di Hereford)

## Seconda creazione
Il 19 giugno 1999 il figlio più giovane della regina Elisabetta II, il principe Edoardo, sposò Sophie Rhys-Jones. Poiché è tradizione che ai figli del Sovrano britannico venga concesso, al momento del matrimonio, un titolo ducale, nel 1999 gli esperti vicini alla Casa Reale suggerirono  titoli come Duca di Cambridge, Duca di Clarence o Duca di Sussex. La casa reale invece, annunciò che il principe Edoardo avrebbe ereditato il titolo di Duca di Edimburgo allora detenuto dal padre Filippo di Edimburgo.
Edoardo fu quindi creato dalla Regina Conte di Wessex, divenendo il primo principe britannico ad ottenere il titolo di conte invece che quello di duca e il primo detentore di tale titolo da quasi mille anni.

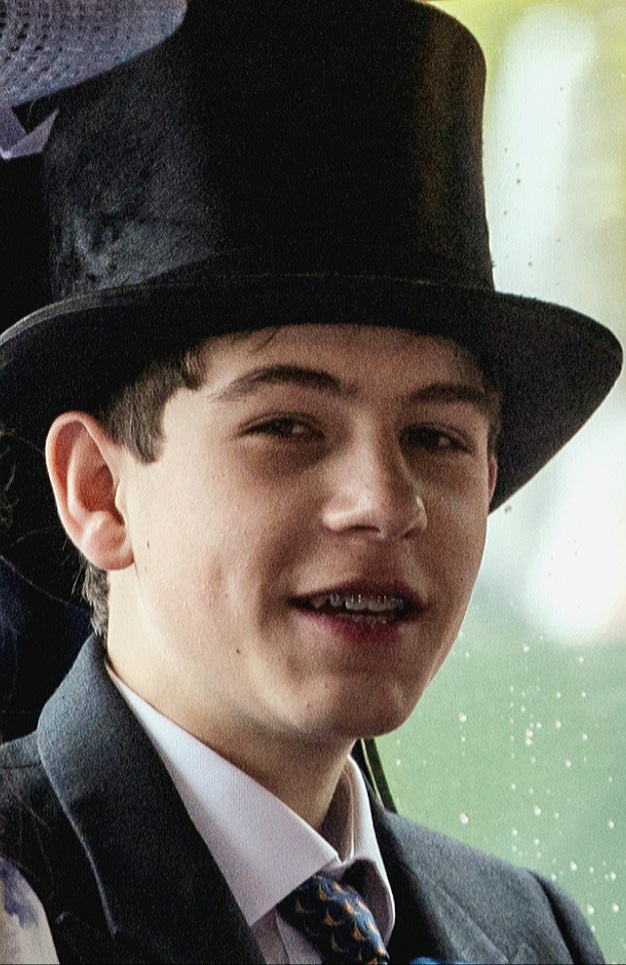
James, conte di Wessex

Ciononostante, alla morte del padre Filippo di Edimburgo avvenuta nel 2021, il titolo di Duca di Edimburgo non è stato ereditato da Edoardo, ma dal primogenito di Filippo di Edimburgo, Carlo, all'epoca principe di Galles.  Secondo la norma, infatti, e come qualsiasi altro ducato del Regno Unito, anche quello di Edimburgo era destinato all'erede maschio primogenito. Con l'ascesa al trono di Carlo III, il titolo di Duca di Edimburgo è tornato alla Corona, ma il 10 marzo 2023, in occasione del cinquantanovesimo compleanno di Edoardo, il sovrano ha concesso il titolo al fratello.
Il titolo di conte di Wessex è adesso il principale titolo sussidiario di Edoardo.  Tale titolo viene però utilizzato come titolo di cortesia da suo figlio James, fino al 10 marzo 2023 conosciuto come Visconte Severn.